# Herb Douglas
Herb Douglas, właśc. Herbert Paul Douglas Jr. (ur. 9 marca 1922 w Pittsburghu, zm. 22 kwietnia 2023 tamże) – amerykański lekkoatleta. Specjalizował się głównie w skoku w dal.
W tej konkurencji podczas XIV Letnich Igrzysk Olimpijskich Londyn 1948 zdobył brązowy medal. W 1945 roku został mistrzem Stanów Zjednoczonych na otwartym stadionie, a w 1947 i 1949 w hali. Swój rekord życiowy (7,69 m) ustanowił 10 lipca 1948 roku w Evanston.
Startował również w biegach sprinterskich. Jego największym sukcesem było 3. miejsce w biegu na 100 metrów, które zajął podczas mistrzostw Stanów Zjednoczonych (1946).